# Lista över nordiska vegetationstyper
Detta är en lista över ekologisk karakteristik av landvegetationen (utanför de rent urbana miljöerna) i Norden. Denna uppdelning grundar sig på vegetationens artsammansättning samt vatten och näringsförhållanden i miljön.
| - Hedmark - hedskog (moskog) - hedbokskog - hedbarrskog - hällmarkstallskog - lavtallskog (tallhed) - lingontallskog - lingongranskog - blåbärsgranskog - sump/gran/tallskog - hedlövskogar - hedekskog - lövsumpskog av hedtyp - trädlösa hedar - ljunghed (inlandsljunghed) - hällmarksljunghed - kråkrished - fuktig rished - gräshed och sandgräshed - Myrmark - mosse - kärr | - Ängsmark på fastmark (eller grunda torvjordar) - ängsbarrskog - ängsgranskog - ängstallskog - ängslövskog - ängsekskog - ängsbokskog - alm- och askskog - alsumpskog - trädlös äng - torräng - fuktäng - högörtäng - gräs-lågstarräng (Molinia-ängar) - kalkfuktäng - Stäppmark - sandgräshed - stäppartad örtrik torräng (ängshavre-samhälle) - alvarvegetation - hällmarkalvarvegetation - karstalvarvegetation - alvarfuktäng- kalkvattensjö |